# Åsa Haraldsdottir di Agder
Åsa Haraldsdottir di Agder (fl. IX secolo) è stata una semi-leggendaria regina regnante norvegese di epoca vichinga. Governò su Agder, fu madre di Halfdan il Nero e  nonna di Harald I di Norvegia, secondo le saghe del clan degli Ynglingar.

## Biografia
Åsa era la figlia di re Harald Granraude di Agder, e si dice che fosse bella. Re Gudrød il Cacciatore di Borre nel Vestfold le propose di sposarla dopo la morte della sua prima moglie, ma lei rifiutò la proposta. Gudrød Veidekonge ne uccise il padre ed il fratello, e la sposò con la forza. Un anno dopo divenne madre di Halfdan il Nero. L'anno seguente Åsa si vendicò convincendo un servo ad uccidere il marito. Lasciò il regno di Borre a Olaf Geirstad-Alf, portando il proprio figlio nel regno di Agder, sua madre patria, dove riprese il potere. Åsa governò su Agder per 20 anni, dopodiché lasciò il trono al figlio. Egli chiese metà del regno del padre per il fratellastro.
Esistono alcune teorie secondo le quali Åsa sarebbe la donna che fu sepolta nella famosa Nave di Oseberg nell'834, ma la cosa non è stata dimostrata.